# First Division 1902/1903
Patnáctý ročník First Division (1. anglické fotbalové ligy) se konal od 1. září 1902 do 27. dubna 1903.
Sezonu vyhrál poprvé ve své historii Sheffield Wednesday. Nejlepším střelcem se stal hráč Liverpoolu Sam Raybould, který vstřelil 31 branek.